# 正交倶楽部
正交倶楽部（せいこうくらぶ）は、大正時代の日本の政党。

## 歴史
1918年12月、清和倶楽部と無所属議員8名が合同して「無所属団」として成立した。1919年3月に「正交倶楽部」に改名した時点の所属議員数は33名だった。1920年5月の第14回衆議院議員総選挙では小選挙区制の採用により党勢がふるわず多くの候補が落選、6月には残留した議員4名が新政会の議員1名と無所属議員20名とともに庚申倶楽部を結成した。